# 다마시로 유키야
다마시로 유키야(일본어: 玉城 幸弥, 1993년 9월 10일 ~ )는 일본의 축구 선수이다.

## 구단 경력
과거 FC 류큐에서 활동하였다.